# 南疆逸史
《南疆逸史》，原名《南疆佚史》，纪传体南明史，溫睿臨撰，專記南明弘光、隆武、永历三朝遗事。有20卷本、30卷本、44卷本和抄本56卷本。
溫睿臨匯集《綏寇紀略》、《明末忠烈記實》等「野史數十種」，最後「薈蕞諸書」成《南疆逸史》。有《纪略》4卷、《列传》计52卷。《南疆逸史》書序總結明代衰亡原因有三：「一曰務虛名不採實用」，「二曰別流品不求真才」，「三曰爭浮文不念切效」。他再三強調「積此三弊，敗亡不悟，則誤國之罪，豈得諉諸小人哉！余所以每不禁掩卷而三嘆也！」楊鳳苞稱《南疆逸史》：「然微嫌其失之太簡，要必為之注以補其闕遺，若裴松之注《三國志》之例，而後文獻足征焉。」
道光九年（1829年），吴郡李瑶整理《南疆绎史勘本》30卷，包括《纪略》6卷，《列传》24卷，由沈云龙收人《明清史料汇编》。1915年由上海国光书局出版40卷本。1959年上海中华书局出版的《南疆逸史》56卷本，有《纪略》4卷、《列传》52卷。